# John Lipsky

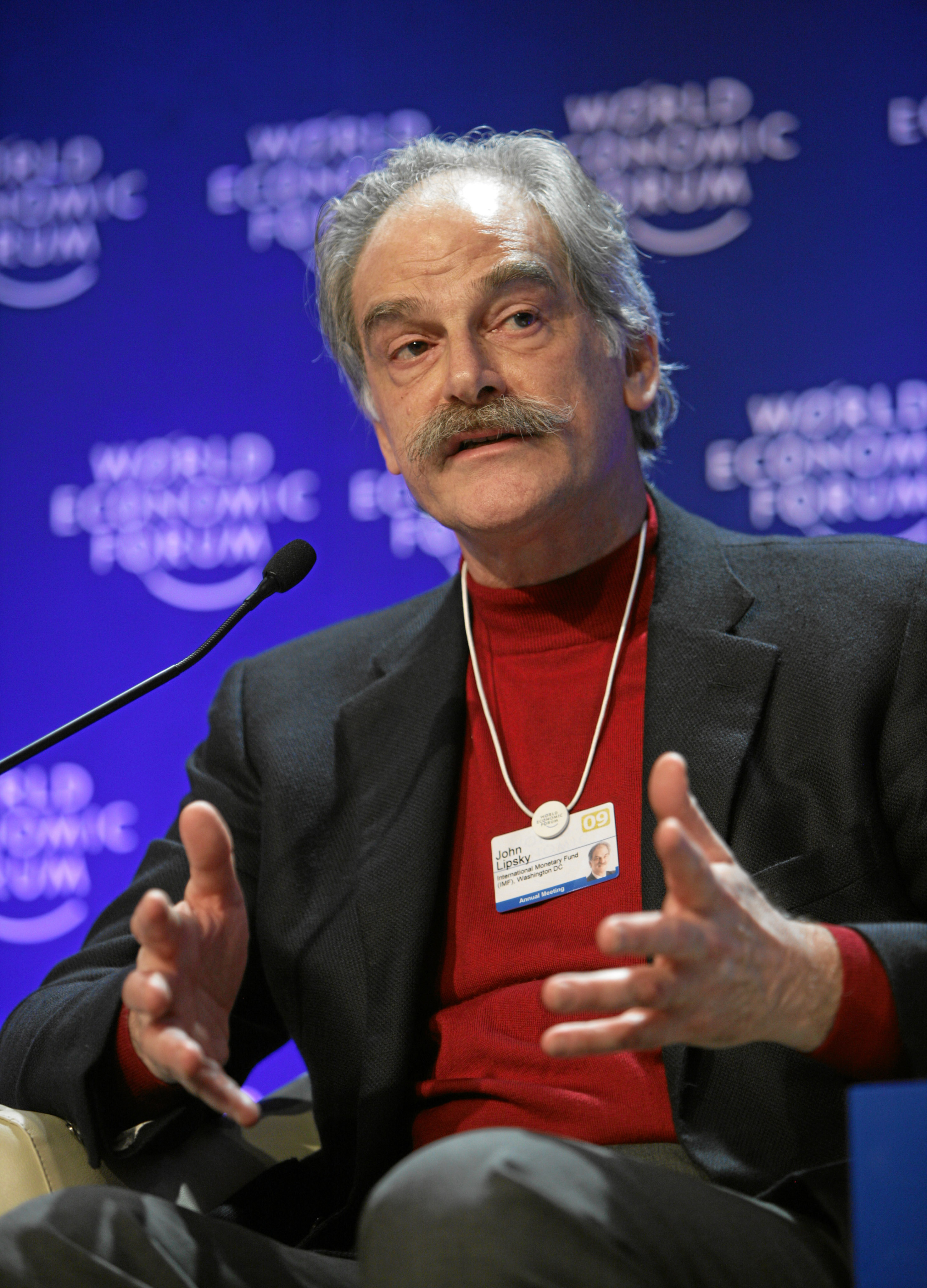
John Lipsky.

John Lipsky (nascido em 1947) é um economista estadunidense. Foi diretor-presidente do Fundo Monetário Internacional, assumindo o cargo temporariamente no lugar de Dominique Strauss-Kahn, que renunciou em 19 de maio de 2011 após ser acusado de abuso sexual.